# Jean-Marc Demoly
Jean-Marc Demoly (alias J'm Destroy) est un journaliste de jeux vidéo et chef d'entreprise français, fondateur de Geeks-Line, né le 21 avril 1969. Il a réalisé des tests de jeux vidéo pour le magazine Joystick.